# Пико
Вижте пояснителната страница за други значения на Пико.
Пико (на немски: PIKO Spielwaren GmbH) е компания за производство на умалени модели на влакове и принадлежности със седалище в в гр. Зонеберг, Тюрингия, Германия.
Заедно с фирмите Märklin, Roco и Fleischmann са смятани за „четиримата големи“ в света на влаковия моделизъм. Най-много от моделите се изработват в мащаб H0 (на немски се чете ха нула), който представлява мащаб 1:87. В H0 са и най-големите колекции от модели, но има и други мащаби – по-малки и по-големи.

## История
Работилницата на PIKO отваря врати като VEB („народно предприятие“) в Кемниц, ГДР, през 1949 г. Първият им модел се нарича „PIKO Expres“ и се състои от парен локомотив, пътнически вагон и ламаринени релсички. Интересно е, че в началото на съществуването на фирмата името ѝ се пише Pico, което по-късно заменили с Piko (съкратено от „Pionier-Konstruktionen“).
Вече разрасналата се компания се премества в Зонеберг – най-известният с производството на играчки град в Тюрингия. През 1960-те години започва производството на мащаб N (N Spur), но само след 20 години фирмата преустановява производството в този размер и продава моделите на други работилници за играчки.
Обединението на Германия през 1990 г. се оказва сериозно затруднение пред компанията. Държавната дотогава фирма е продадена на специално учредената за целта месец по-рано компания PIKO Spielwaren GmbH (на 1 април 1992). Президент на компанията става Рене Вилфер (нем. René F. Wilfer), който е в бранша от средата на 1980-те години.
Днес компанията произвежда модели в мащаби H0, TT, N и G.